# Ivanka Hrgović
Ivanka Hrgović (1983.) je hrvatska rukometašica. Igra na mjestu vanjske igračice. Igrala je za hrvatsku reprezentaciju.
Igrala je za Split 007 Miletić.